# 論壇體育館
論壇體育館，现更名為起亞論壇體育館是一個多用途室內體育館技場，位在加利福尼亞州英格爾伍德，毗鄰洛杉磯。它位於西曼徹斯特大道，橫跨90街，並在SoFi体育场北邊，距離洛杉磯國際機場3英里。
从1967年到1999年，論壇體育館是洛杉矶湖人队（NBA）和洛杉矶国王队（NHL）的主场。从1997年到2001年，还曾是WNBA洛杉矶火花队的主场。論壇體育館與纽约麥迪遜廣場花園是美國最知名的室內體育場館之一。

## 历史

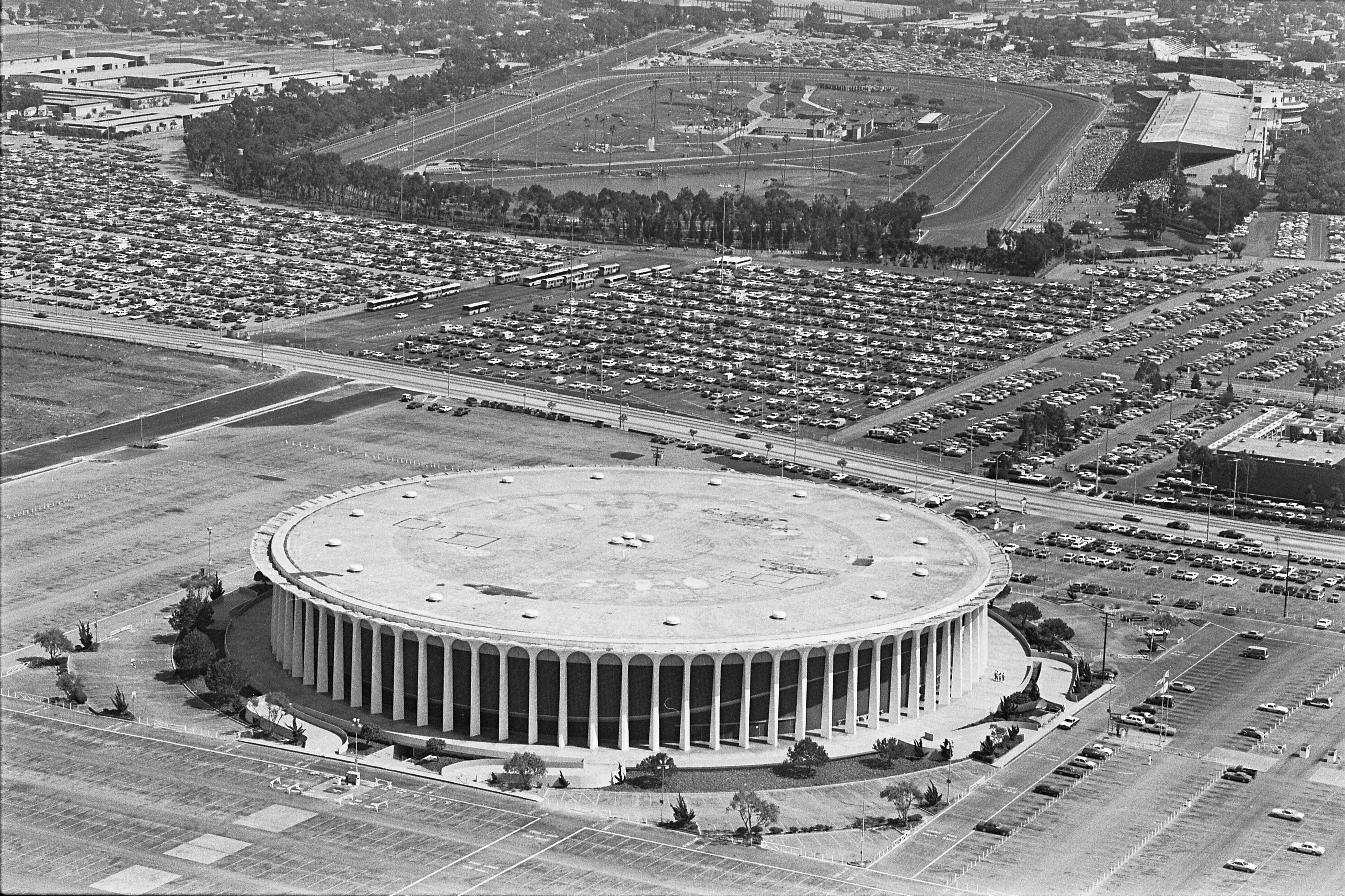
论坛体育馆和好莱坞公园鸟瞰图

1967年，湖人队的老板和国王队的创始人杰克·肯特·库克为了将NHL引入洛杉矶，决定在英格伍德的一片旧高尔夫球场上建造一个新竞技场，即被称为“奇妙的论坛”的论坛体育馆。这是一个开创性的建筑结构，没有大量的内部支撑柱，在论坛规模的室内体育馆中独一无二。
1979年，库克将论坛体育馆、湖人队和国王队以创纪录的6750万美元卖给了美国商人杰里·巴斯。
1988年12月5日，杰里·巴斯宣布将该场馆的冠名权出售给大西部储蓄贷款公司大西部银行，体育馆的外观被重新粉刷成蓝色，取代了它原来的“加州日落红”，场馆因此更名为“大西部论坛体育馆”（Great Western Forum）。即使在大西部储蓄贷款公司被华盛顿互惠银行收购并不复存在后，这个名字仍被保留了好几年。尽管现在冠名权协议在美国主要体育场馆中很常见，但在当时这种协议仍然比较少见
。对于更名一事，起初曾有一些批评意见，当地居民仍习惯称呼该场馆为“论坛”。然而，随着时间的推移，反对声音逐渐平息，“大西部论坛”这个名字听起来很自然，因为该场馆位于美国西部地区。
1990年代中期，论坛体育馆因规模较小、缺乏豪华包厢以及零售和商业空间不足而逐渐显得落后。洛杉矶官员为了重建市中心，开始规划一个新的体育竞技场和娱乐综合体，希望吸引湖人队和国王队从英格尔伍德迁移过来。国王队的老板作为房地产开发商，同意开发这一综合体，而湖人队老板杰里·巴斯也同意将湖人队迁入新场馆，与国王队及从洛杉矶纪念体育馆迁来的NBA球队快船队共同使用。新的斯台普斯中心于1999年10月17日开放，作为交易的一部分，巴斯将大西部论坛球馆出售给由国王队所有者控制的洛杉矶体育馆公司。
2000年底，拥有超过12,000名会众的忠实中心圣经教会收购了论坛体育馆，并开始在周日上午在那里举行礼拜活动。在忠实中心拥有体育馆期间，该场馆仍可用于举办音乐会、体育赛事和其他需要大型场地的活动。球馆由教会旗下的营利实体“Forum Enterprises”运营，该企业接纳世俗和流行音乐艺术家的演出。2009年，该教会停止了在场馆举行的常规礼拜活动。
2003年，大西部论坛体育馆的冠名权合同到期，Forum Enterprises将场馆名称改回“论坛体育馆”（The Forum）。大西部公司的标志和“大西部”的字样仍然留在建筑的部分外观上，这些标志和字样随后被慢慢移除。屋顶是建筑最后一部分包含“GW”标志和“大西部论坛”名字的部分，直到MSG改造时才被重新粉刷，上面覆盖了新的“Forum Presented by Chase”标志。
2012年6月，麦迪逊广场花园公司收购了该场馆，并宣布计划斥资5000万美元进行翻修。英格尔伍德市政府提供了1800万美元的商业改建贷款，以MSG的5000万美元投资为条件。体育馆被重新命名为“The Forum, presented by Chase”，以反映其赞助商大通银行。并且外观恢复为原来的红色。新功能还包括了新的照明、座椅、LED视频系统和高清显示屏，以及新的零售区域。
2014年9月24日，论坛体育馆被列入國家史蹟名錄。
2020年3月24日，快船队老板史蒂夫·巴尔默宣布，他已同意以4亿美元从麦迪逊广场花园公司手中收购论坛体育馆。这次收购是为了能够推进在英格尔伍德建造快船队新主场Intuit Dome的建设；快船队指控MSG集团利用诉讼手段阻止新体育馆的建设，他们担心这将削弱论坛体育馆的现场活动业务。
2022年4月4日起，场馆获得了起亚汽车的赞助，正式改名为起亚论坛体育馆。

## 活动使用
论坛曾是1972年和1983年NBA全明星赛、1981年NHL全明星赛、1984年奥运会篮球比赛的举办地，以及1983年至1988年间的大西部联盟和1989年太平洋十二校联盟男子篮球锦标赛的举办地。该场馆还举办过网球和拳击比赛，以及大型演唱会和政治活动。

### 篮球
论坛体育馆在其前六年里（1967-1973年）举办了五次NBA总决赛。波士顿凯尔特人队在1968年和1969年都在这里庆祝总冠军，其中1969年的总决赛是比尔·拉塞尔职业生涯的最后一场比赛。湖人队在1972年的NBA总决赛中在论坛体育馆的第五场比赛中夺冠，而纽约尼克斯队在随后的赛季中也在同一场地的第五场比赛中夺得了第二个总冠军。
在1980年代，洛杉矶湖人队表现出色，赢得了五次NBA总冠军，并在除了1981年和1986年之外的每一年都进入了NBA总决赛。他们在论坛球馆赢得了1982、1987和1988年的总冠军。在此期间，费城76人队和底特律活塞队是在这个时期唯一在论坛体育馆赢得总冠军的客队，这两支球队分别在1983年和1989年的总决赛中以4场横扫的成绩捧得冠军奖杯。湖人队老板杰里·巴斯还购买了第二代 TeamTennis 的洛杉矶弦队（原球队和联盟于1978年解散）的扩张特许经营权，并任命他19岁的女儿珍妮·巴斯为网球队的总经理，所有主场比赛都在论坛球馆举行。
1984年，论坛体育馆成为1984年夏季奥运会的篮球比赛和男子手球决赛的举办地。
1991年，论坛体育馆承办了1991年NBA總決賽，并见证了芝加哥公牛队赢得队史第一个NBA总冠军。1999年5月23日，湖人队在季后赛中以118比107输给了NBA冠军圣安东尼奥马刺队，这是他们在论坛上的最后一场季后赛。1999-2000赛季开始前，湖人队在论坛球馆打了两场季前赛，随后迁往斯台普斯中心。
2009年10月9日，洛杉矶湖人队为了庆祝球队在洛杉矶的50周年赛季，重返论坛体育馆举行了对阵金州勇士队的季前赛；湖人队以110比91落败。

### 网球
1975年至1978年，洛杉矶世界网球联赛的洛杉矶队在论坛举行主场比赛，由克里斯·埃弗特领衔。该队由洛杉矶商人杰里·巴斯拥有。

### 冰球

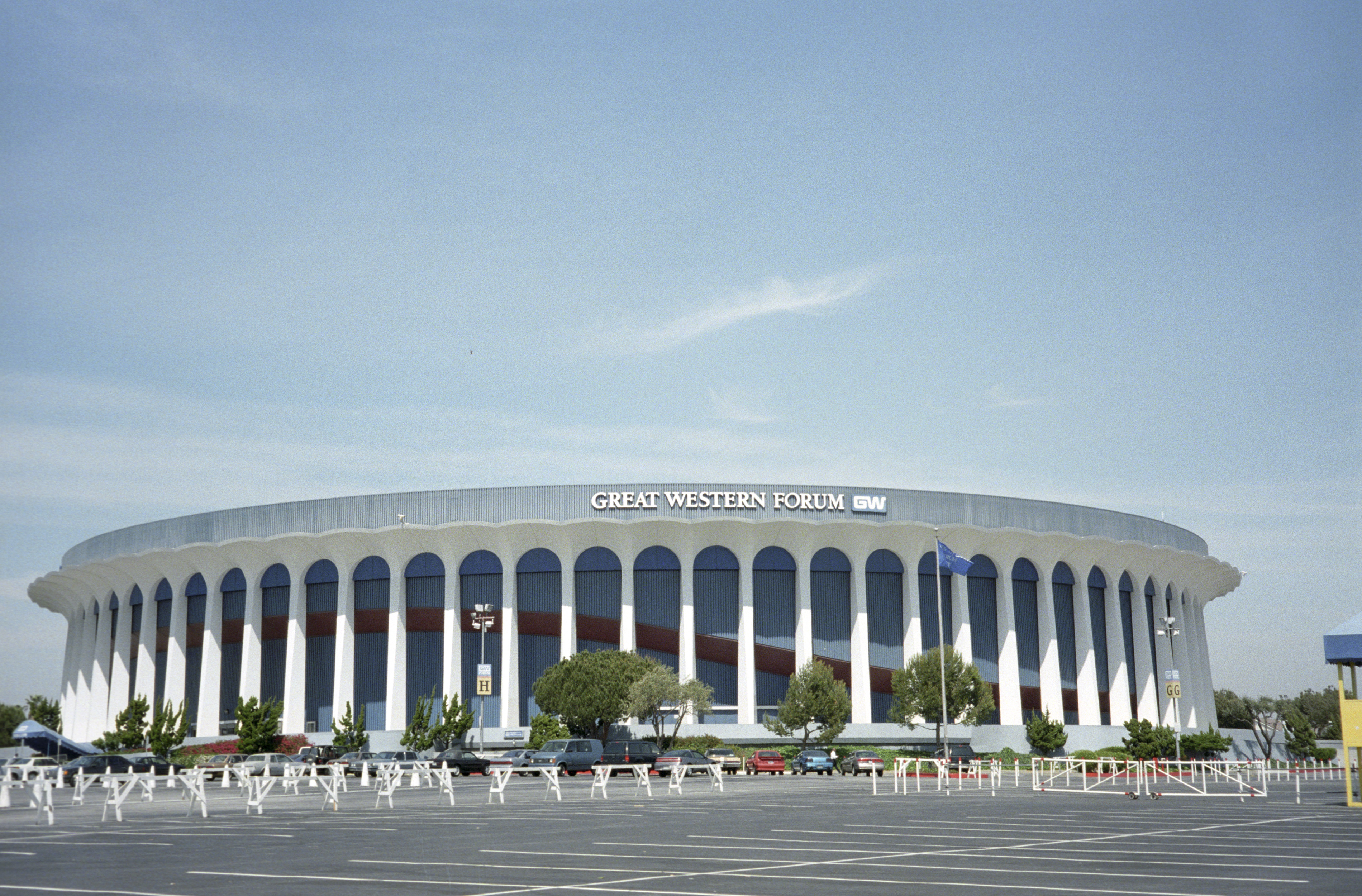
大西部论坛的外观

1982年4月，论坛体育馆成为“曼彻斯特奇迹”的见证地。在斯坦利杯季后赛首轮比赛中，洛杉矶国王队在对阵埃德蒙顿油人队的比赛中，从0-5落后的局面追平并在加时赛中以6-5获胜。随后，在五场系列赛的第一场和第五场中，国王队又爆冷获胜，淘汰了备受青睐的油人队，晋级第二轮。1993年，斯坦利杯决赛的第3场和第4场比赛在论坛举行，当时的对阵双方是洛杉矶国王队和蒙特利尔加拿大人队。这是斯坦利杯总决赛唯一一次在该球馆举行。
1999年4月18日，洛杉矶国王队在论坛体育馆进行了他们的最后一场常规赛NHL比赛，以3-2输给了圣路易斯蓝调队。巧合的是，之前曾为两支球队效力的韦恩·格雷茨基在同一天参加了他最后一场NHL比赛。1999年9月20日，国王队在论坛的最后一场比赛是季前赛以8比1战胜阿纳海姆小鸭队。由于斯台普斯中心尚未开放，国王队在大庄家体育馆和拉斯维加斯的米高梅大花园体育馆进行了他们剩余的季前赛主场比赛。

### 拳击
论坛体育馆还举办了多场拳击比赛，其中最著名的是1973年9月10日的第二场穆罕默德·阿里与肯·諾頓之间的对决。几场比赛中有拉丁美洲拳击手参赛，如何塞·纳波莱斯、丘乔·卡斯蒂略、鲁本·奥利瓦雷斯、卡洛斯·薩拉特·塞尔纳和阿方索·萨莫拉等。
墨西哥拳击手朱里奥·塞萨尔·查韦斯在1995年与鲁本·卡斯蒂略、1988年与弗农·布坎南以及1989年与罗杰·梅威瑟在该场馆进行了拳击比赛。
2014年5月17日，论坛举办了自2001年以来的首场拳击赛事。墨西哥拳击手胡安·曼努埃爾·馬奎茲击败了迈克·阿尔瓦拉多赢得了WBO国际次中量级冠军，并获得挑战世界冠军曼尼·帕奎奥的资格。该赛事通过HBO的《Boxing After Dark》进行转播，这是该系列自1996年首播以来首次在论坛举办赛事。
2015年5月16日，根纳季·戈洛夫金在HBO拳击节目直播中击败了小威利·门罗。戈洛夫金于2016年4月23日再次回到论坛，与多米尼克·韦德进行比赛，并以第二回合以KO获胜</ref>Golovkin returned the following year on April 23, 2016, to battle Dominic Wade, which resulted in a second-round KO.。

### 颁奖典礼
2014年8月24日，论坛体育馆举办了2014年MTV音乐录影带大奖，这是该场馆举办的首个大型颁奖典礼。2017年8月27日，2017年MTV音乐录影带大奖也在此举办。
论坛体育馆还是2015年、2016年和2018年尼克频道儿童选择奖的举办地。此外，还承办了2016年、2017年和2018年iHeartRadio音乐奖，2016年美国乡村倒计时奖，以及2016年和2018年青少年选择奖。

### 演唱会

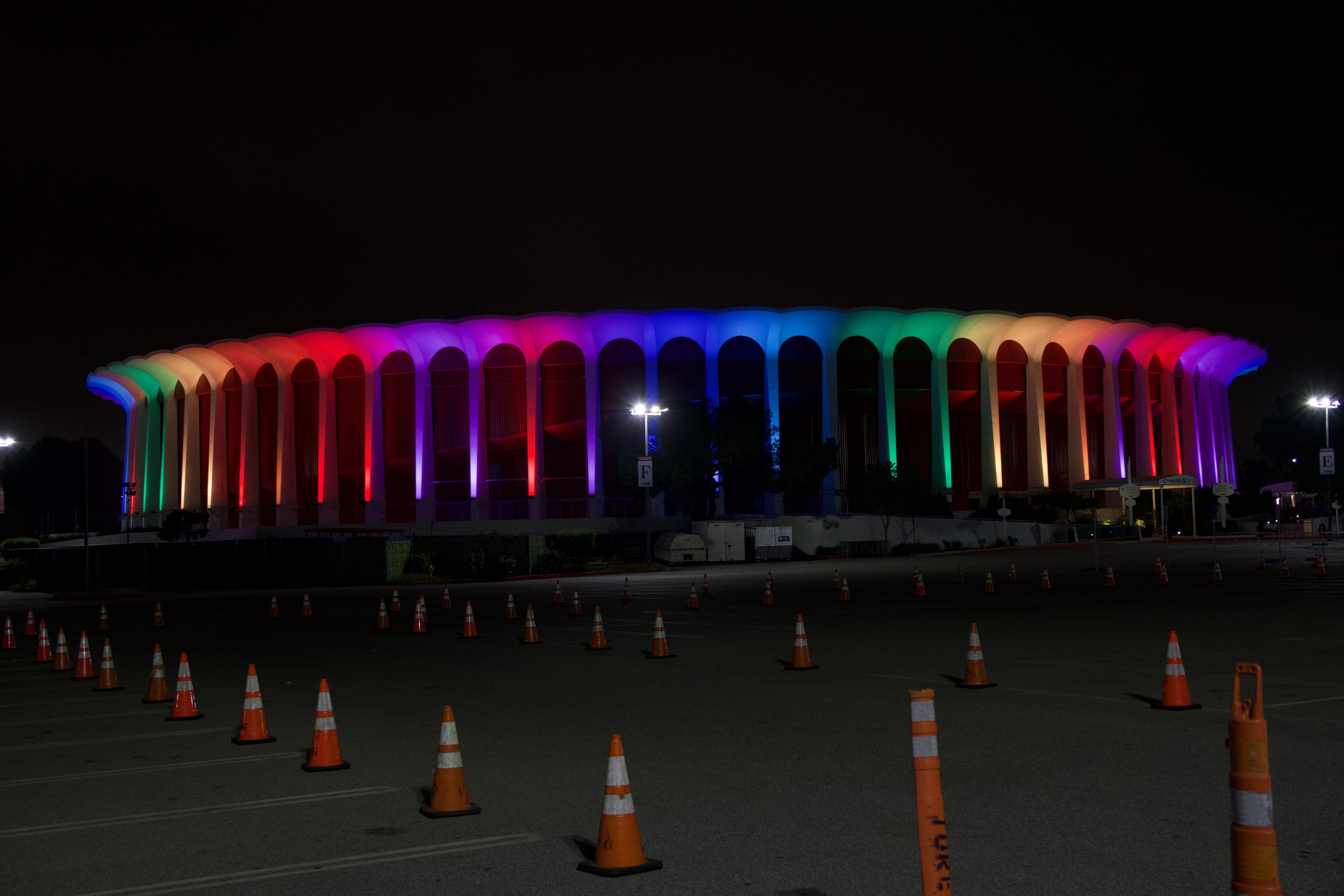
2020年的论坛体育馆晚上

1968年10月18日至19日，奶油乐队在此举办了告别巡演中的两场演出，深紫乐队作为开场嘉宾。乐队在10月19日的演出中录制了他们告别专辑《Goodbye》的现场曲目。深紫还录制了他们的演出部分，后来作为现场专辑《Inglewood – Live in California》发行。吉米·亨德里克斯体验乐队首次在论坛演出是在1969年4月26日，这场演出的音板录音已正式发布，名为《Los Angeles Forum: April 26, 1969》。
滚石乐队在1969年、1972年和1975年的北美巡演中都曾在论坛体育馆演出。1970年至1977年间，齐柏林飞船乐队在论坛体育馆演出了16次，其中 1977 年连续六场门票销售一空。他们的现场专辑《西部拓荒》的一部分就是在该体育馆录制的。杰克逊五人组在1970年至1981年间多次在论坛体育馆演出。1970年的演出打破了出席人数记录，共有18,675名付费观众，收入达105,000美元。
1970年11月14日，埃尔维斯·普雷斯利在下午和晚上的演出，分别有18,700和18,698人购票入场。他在1974年5月11日再次演出，举行了两场全场售罄的演出，每场吸引了18,500人购票入场。奧斯蒙組合于1971年12月4日举行了两场演出，录制并发行了专辑《The Osmonds Live》。鲍勃·迪伦与乐队合唱团发行的现场专辑《Before the Flood》是从1974年2月13日和14日在论坛举行三场演出中选曲而成。1975年，杰思罗·塔尔乐队七天内在论坛举行了五场全部售罄的演出，日期分别为2月3日、4日、8日、9日和10日。
接吻乐团在1976年2月23日首次在该地演出，并连续两晚，这是他们在好莱坞中國戲院外留下手印的三天后。此后，他们在1977年8月26日至28日的三晚演出中再次登场，这些1977年现场演出的曲目被收录在他们同年10月发行的第二张现场专辑《Alive II》中。而在1976年6月21日，保罗·麦卡特尼和羽翼乐队开始了他们的" 羽翼遍布世界巡演"，在论坛进行了为期三晚的演出，而后还将在此演出的一些歌曲收录在同年发行的《羽翼遍布美国》现场专辑中。
1976年10月20日至22日，老鹰乐队在“加州旅馆”巡回演唱会上表演了三场。这些表演经过录制，部分歌曲收录在《Eagles Live》中。1976年12月20日，比吉斯在他们的《Children of the World》巡演中于1976年12月20日登上论坛体育馆的舞台，这场演出被录音，并作为《Here at Last... Bee Gees... Live》专辑发布。皇后乐队在1977年至1982年间总共在论坛体育馆举办了12场演出。大卫·鲍伊于1978年4月3日、4日和6日在这里举办了演唱会。
1981年，戴安娜·罗斯在论坛体育馆拍摄了她的电视特辑《戴安娜》的演唱会部分，她穿过观众席进入体育馆，演唱了她1980年公告牌前五名的热门歌曲〈I'm Coming Out〉。节目嘉宾包括昆西·琼斯（他指挥了《新绿野仙踪》中的〈Home〉）和迈克尔·杰克逊，后者与罗斯一起登台演唱了她1980年的冠军歌曲〈Upside Down〉。节目开始时，罗斯身着银色亮片连体衣和巨大的银色亮片翅膀，在大西部论坛的顶部进行了一场摄影环节。1982年9月，皇后乐队在论坛体育馆举办了他们的“Hot Space Tour”巡演在美国的最后一场演唱会。
1986年6月6日，场馆举办了由国际特赦组织组织的《希望的阴谋》慈善音乐会。由U2乐队和斯汀领衔，其他参演者包括布莱恩·亚当斯、杰克逊·布朗、彼得·盖布瑞尔、卢·里德、琼·贝兹以及內維爾兄弟。同日，斯汀在论坛体育馆举办了《Dream of the Blue Turtles》巡演，1988年3月21日和22日，他又在此进行了《Nothing Like the Sun》巡演。1986年10月13日至17日，创世纪乐队在此举行了五场连续演出，门票全部售罄，这是他们《Invisible Touch Tour》巡回演唱会的第一阶段。1987年9月30日，罗杰·沃特斯在他的《Radio K.A.O.S》巡演美国站中于该场馆演出。铁娘子乐队于1988年7月12日在此开唱。摇滚乐队AC/DC与灰姑娘樂團于1988年11月13日同台表演。1989年，尼尔·戴蒙德在论坛体育馆打破了上座率记录，此前的纪录是他自己在1983年创下的7场爆满演出。为此，戴蒙德被授予了一块金质奖牌，以纪念他的这一成就。
2004年，麦当娜在论坛体育馆开启了《重生世界巡迴演唱會》，这场演唱会被拍摄成了纪录片《I'm Going To Tell You A Secret》。2008年2月19日，铁娘子乐队的《時光倒流世界巡迴演唱會》在论坛举办，开场嘉宾是蘿倫·哈里斯。他们演唱的〈The Number of the Beast〉的现场版本被收录在纪录片《Iron Maiden: Flight 666》中。2009年5月和6月，迈克尔·杰克逊在论坛体育馆进行《This Is It》演唱会的排练。杰克逊于2009年6月25日去世，这些排练的录像以及在斯台普斯中心的排练录像成为了电影《迈克尔·杰克逊：就是这样》的一部分。
2011年，王子在论坛体育馆举行了21场演出。2014年1月，老鹰乐队在论坛体育馆重新开放后，举行了六场《History of the Eagles – Live in Concert》演唱会。2015年8月1日，加拿大摇滚乐队匆促樂團在论坛体育馆举办了他们的最后一场演唱会，这也是他们R40 Live巡演的终场演出。2016年3月27日，前平克·弗洛伊德成员大卫·吉尔摩在论坛体育馆举办了他第一次的演唱会，这是他《Rattle That Lock Tour》巡演美国站的第三场演出。
2015年11月7日，香港歌手鄧紫棋《G.E.M. X.X.X. Live 世界巡回演唱会》在此举办，成为首位在此开唱的华语歌手。2019年10月11日，日本少女偶像金属乐队Babymetal在论坛体育馆举办《Metal Galaxy World Tour》，成为首支在该场馆演出的日本乐队。

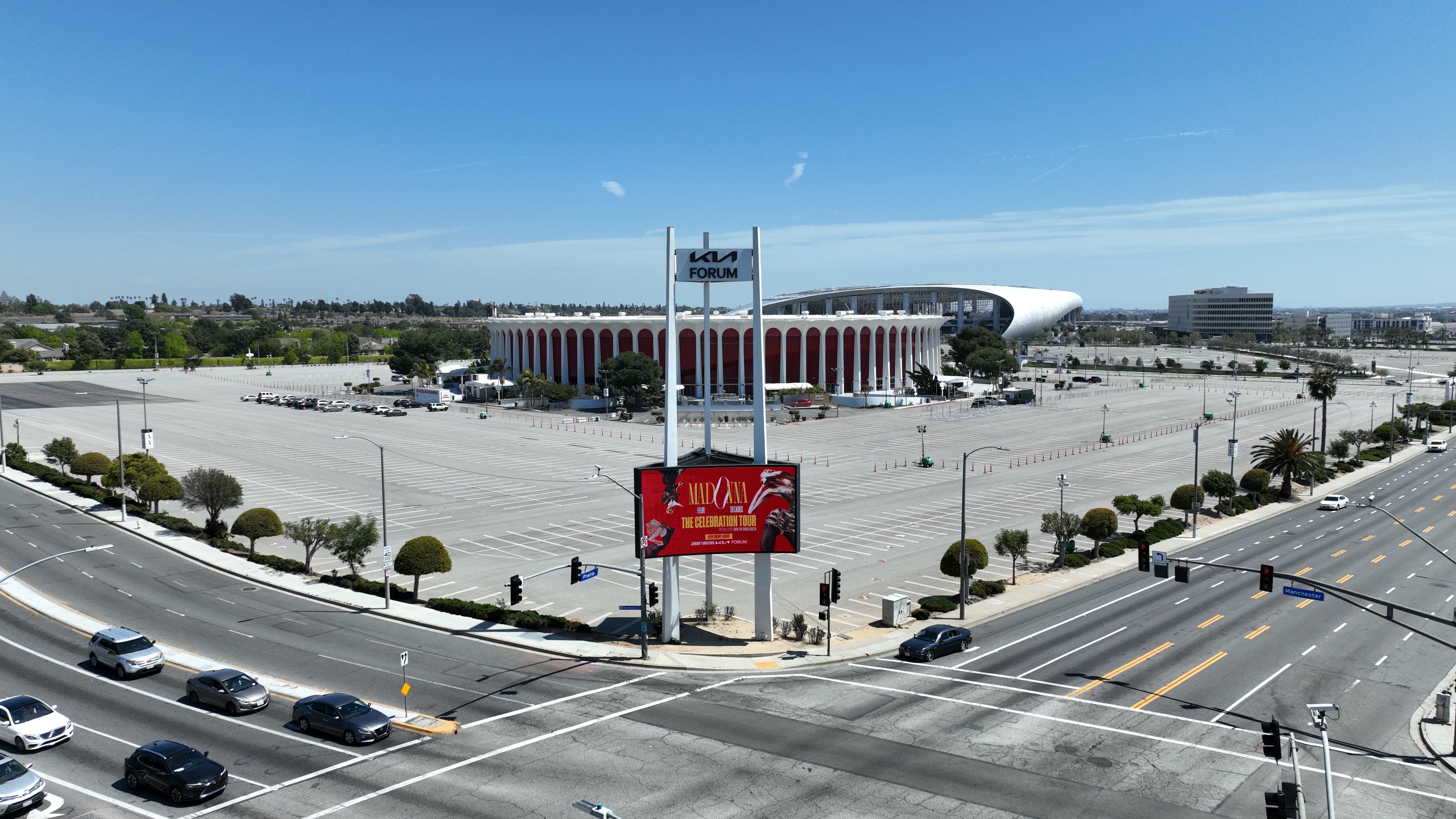
2023年的起亚论坛体育馆

2022年3月22日和23日，杜阿·利帕在论坛举办了她的《流行先鋒巡演》的两场爆满演出。哈里·斯泰尔斯在2022年10月和11月在论坛举办了为期15晚的驻场演出，作为他的《愛上巡迴演唱會》的一部分。
2023年5月10日至11日和5月14日，韩国流行歌手、防弹少年团成员閔玧其（艺名AgustD）在论坛举办了三场爆满的演出。2024年8月2日，韩国流行歌手IU在论坛举办了一场门票全数售罄的演出，作为她的《H.E.R.E.H世界巡回演唱会》的一部分。
2025年2月8日，新加坡华语歌手林俊杰在论坛举办了一场门票全售罄的演出，是其《JJ20 FINAL LAP世界巡回演唱会》北美地区的第一站。

### 其他
论坛体育馆曾被用于电影拍摄，包括2002年电影《乔丹传人》的内景拍摄。2003年，喷火战机乐队将该建筑作为音乐视频〈All My Life〉的拍摄场地，视频开头和结尾均展示了建筑的外观。2008年，电影《汉娜·蒙塔娜：电影版》的一个场景以及威瑟乐团〈Troublemaker〉的音乐视频都是在论坛体育馆外拍摄。

## 流行文化
在电子游戏《侠盗猎车手：圣安地列斯》中，洛圣都论坛（Los Santos Forum）是基于起亚论坛设计的。
在《侠盗猎车手V》中，该建筑被更名为迷宫银行竞技场（Maze Bank Arena）。